# Kaapse kuifmonarch
De Kaapse kuifmonarch (Trochocercus cyanomelas) is een zangvogel uit de familie Monarchidae (monarchen).

## Verspreiding en leefgebied
Deze soort komt voor in oostelijk en zuidoostelijk Afrika en telt vijf ondersoorten:
- T. c. vivax: van Oeganda en noordwestelijk Tanzania tot zuidoostelijk Congo-Kinshasa en noordelijk en westelijk Zambia.
- T. c. bivittatus: van Somalië tot oostelijk Tanzania.
- T. c. megalolophus: van Malawi en noordelijk Mozambique tot Zimbabwe en oostelijk KwaZoeloe-Natal (noordoostelijk Zuid-Afrika).
- T. c. segregus: oostelijk Limpopo en westelijk KwaZoeloe-Natal (noordoostelijk Zuid-Afrika).
- T. c. cyanomelas: zuidelijk en zuidoostelijk Zuid-Afrika.

## Status
De grootte van de populatie is niet gekwantificeerd maar de soort wordt omschreven als schaars tot zeer algemeen. Op de Rode lijst van de IUCN heeft deze soort de status niet bedreigd.